# Eupithecia trigenuata
Eupithecia trigenuata là một loài bướm đêm trong họ Geometridae.